# ETwinning

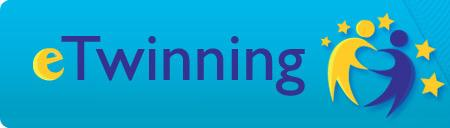
Logo ufficiale di eTwinning

eTwinning è un progetto della Commissione europea, facente parte del Programma Erasmus+, il cui obiettivo è incoraggiare le scuole europee a creare progetti collaborativi basati sull'impiego delle tecnologie dell'informazione e della comunicazione (TIC), fornendo le infrastrutture necessarie (strumenti online, servizi di supporto) alla creazione di progetti didattici a distanza. In tal modo, gli insegnanti registrati in eTwinning possono formare partenariati e sviluppare collaborazioni con altri docenti di altri paesi europei e aderenti (sono necessari almeno due docenti di due paesi stranieri tra quelli aderenti al progetto), attivando progetti pedagogici in qualsiasi materia o area tematica. L'area di lavoro è accessibile registrandosi dal portale europeo eTwinning, disponibile in molte lingue.

## Storia
L'azione eTwinning viene lanciata nel gennaio 2005, nell'ambito del programma di e-Learning dell'Unione Europea e dal 2007 è integrato nel Programma LLP come parte di Comenius, il programma dell'UE per le scuole. Gli obiettivi principali rispecchiano la decisione del Consiglio europeo di Barcellona del marzo 2002 di favorire i gemellaggi scolastici come opportunità per tutti gli studenti di apprendere e sviluppare competenze digitali, nonché di promuovere la consapevolezza della multiculturalità del modello sociale europeo.
Nel corso del primo anno dal suo lancio, più di 13.000 scuole hanno lavorato sulla piattaforma. Nell'autunno del 2008 si sono registrati più di 50.000 insegnanti e 4.000 progetti. In quello stesso anno, viene registrata una nuova versione della piattaforma. Agli inizi del 2009 lo slogan di eTwinning viene modificato da "Partenariati scolastici in Europa" a "Comunità delle scuole europee".
A fine 2021 sono oltre 135.000 i progetti di collaborazione didattica sviluppati tra due o più scuole europee, più di 1 milione gli insegnanti iscritti e il numero di scuole coinvolte supera le 230.000 unità.

## Finalità e caratteristiche di eTwinning
L'intento principale di eTwinning è promuovere il gemellaggio tra scuole di paesi europei diversi al fine di realizzare un progetto didattico comune. Dopo la registrazione del progetto, le due scuole partecipanti - a cui in seguito possono aggiungersene altre - utilizzano la piattaforma online per collaborare e condividere, utilizzando strumenti quali e-mail, videoconference, blog, wiki, chat. eTwinning contribuisce a formare e consolidare competenze digitali in quanto il lavoro sulla piattaforma comporta l'uso costante delle nuove tecnologie. Il gemellaggio con una scuola straniera consente inoltre di acquisire la conoscenza di un altro paese, promuovere la consapevolezza interculturale e migliorare le competenze comunicative.
La durata di un progetto eTwinning varia da progetto a progetto - da una settimana, ad alcuni mesi, all'intero anno scolastico. Può anche arrivare a costituire la base di un sodalizio permanente tra scuole.
I progetti eTwinning sono accessibili agli istituti di ogni ordine e grado - dalla scuola dell'infanzia alla secondaria di secondo grado - all'interno degli stati membri dell'Unione Europea. Vi possono inoltre partecipare le scuole non facenti parte dell'Unione Europea che partecipano ad Erasmus+.
La progettazione eTwinning si attua interamente su una piattaforma virtuale, il che non implica alcuna richiesta di fondi e sovvenzioni. Inoltre, un progetto eTwinning di per sé non comporta l'organizzazione di alcuna forma di mobilità reale. Sono comunque previste attività di formazione all'estero riservate agli iscritti.
A fine ottobre 2017 è stato pubblicato il Report riepilogativo: Dodici anni di eTwinning - L’impatto sulla pratica, le abilità e le opportunità di sviluppo professionale dei docenti raccontato dagli eTwinner  che ha investigato l'impatto del progetto attraverso il questionario dedicato a tre stakeholder: 1. sulle competenze e le pratiche didattiche degli insegnanti; 2. sull’apprendimento degli studenti; 3. sulle scuole. I risultati di investigazione per le tre categorie esprimono questi "messaggi": per gli insegnanti l'impatto è stato avvertito in modo positivo su "la capacità di insegnare competenze interdisciplinari (e.g. lavoro di gruppo, creatività, problem-solving e processo decisionale) e competenze di didattica per progetti"; per gli studenti l'impatto è stato registrato sulla "motivazione degli studenti e la promozione del lavoro collaborativo tra gli studenti stessi"; sulle scuole l'impatto si è avvertito "sull’incremento della motivazione degli studenti e la promozione del lavoro collaborativo tra gli studenti stessi" (Kearney, Gras-Velázquez, 2017, p. 3).

## Organizzazione
Il progetto è gestito a livello europeo dal consorzio interministeriale European Schoolnet, che ha il compito di agire da CSS - Central Support Service per eTwinning; a livello locale, il CSS è supportato da una rete di Unità Nazionali eTwinning (National Support Organizations - NSO). In molti paesi esistono inoltre reti di docenti formatori, chiamati "Ambasciatori eTwinning", esperti nell'uso della piattaforma e nella gestione pedagogico-didattica dei progetti.
Per quanto riguarda l'Italia, l'Unità nazionale eTwinning è parte dell'Agenzia nazionale Erasmus+ Indire, che ha sede a Firenze.

## Paesi partecipanti
Tutti gli stati membri dell'Unione Europea partecipano a eTwinning. Inoltre, fanno parte di eTwinning anche le seguenti nazioni extra UE: Islanda, Norvegia, Turchia, Armenia, Albania, Bosnia-Erzegovina, Macedonia del Nord, Liechtenstein, Serbia, Azerbaijan, Georgia, Moldavia, Ucraina, Tunisia, Giordania e Libano.